# セッピョル-9 (航空機)
セッピョル-9
샛별-9
- 用途：無人航空機（UAV）
- 分類：攻撃機・偵察機？
- 設計者： 北朝鮮
- 製造者： 北朝鮮
- 運用者： 朝鮮人民軍
- 生産数：少なくとも5機（2023年7月時点）
- 生産開始：2023年
- 運用開始：2023年
- 運用状況：現役
- 原型機：MQ-9 リーパー

セッピョル-9（朝鮮語: 샛별-9、英語: Saetbyol-9）は朝鮮人民軍が運用する無人航空機（UAV）。外見がアメリカ合衆国のMQ-9 リーパーに酷似している。

## 概要
2021年に発表された北朝鮮の「国防5カ年計画」において、「無人攻撃兵器と偵察観測手段（行動半径500km）」が計画されており、これが大型の無人機の開発を意味すると推測されていた。
2022年10月3日、軍事アナリストの小泉悠が率いる日本のOSINTプロジェクト「DEEP DIVE」において、小泉およびTarao Gooが衛星画像を基に方峴飛行場において本機あるいはセッピョル-4の存在を発見・報告していた。
2023年7月27日に実施された「武装装備展示会」および朝鮮戦争での「戦勝」を記念する70周年記念パレードで初めて公式に姿を現した。パレードにおいては、実際に平壌の金日成広場上空を飛行した。この時点で1機がデモ飛行、4機が地上のパレードに参加したことから、少なくとも5機が製造されていると考えられており、量産体制に入った可能性も示唆されている。
セッピョルは朝鮮語で「新しい星」や転じて「明けの明星」という意味である。

## 特徴・性能

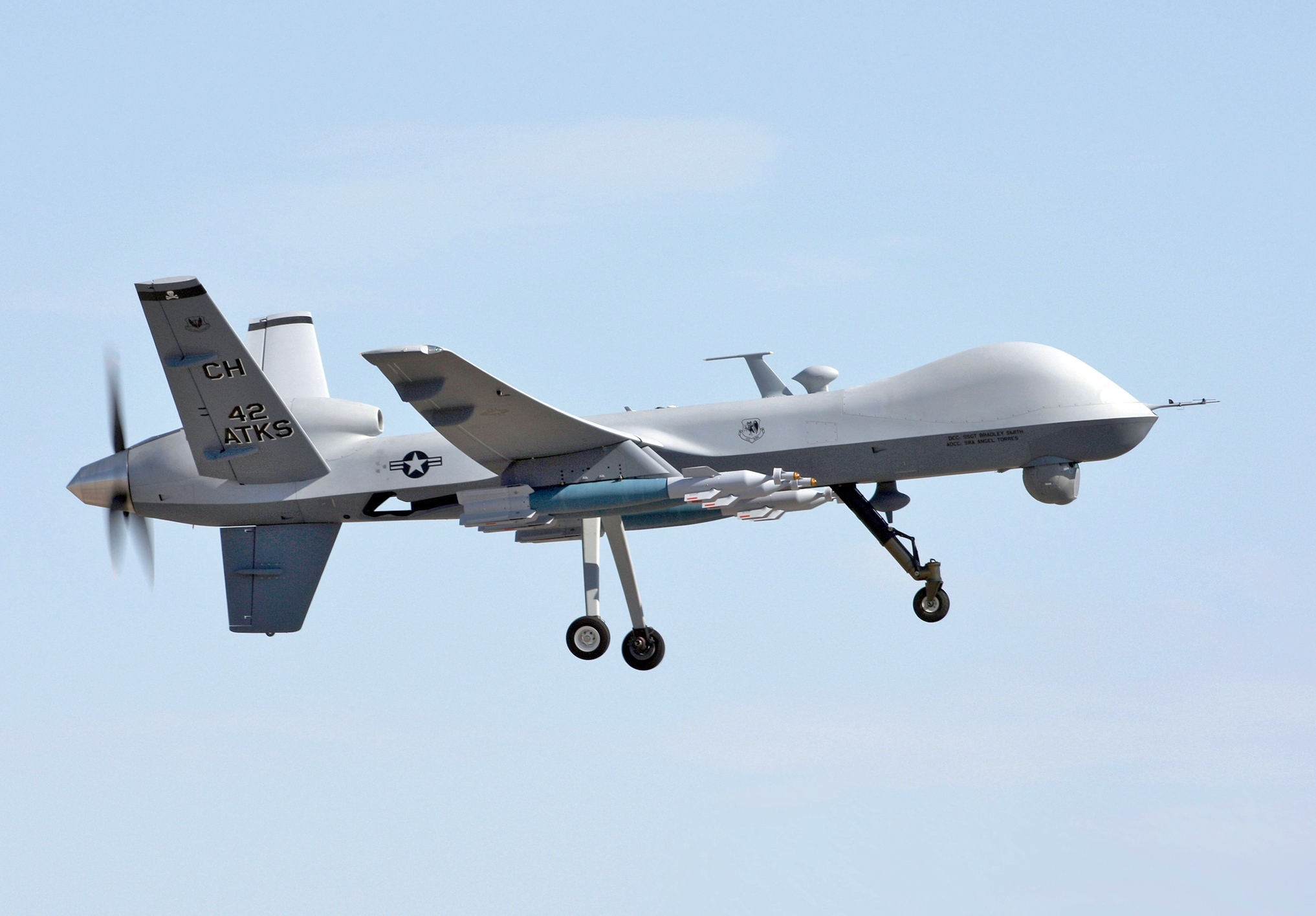
模倣の対象となったアメリカ軍のMQ-9（参考画像）

外観及び型番から、MQ-9 リーパーを模倣したものであると考えられている。それゆえ、サイバー攻撃によって得た設計図を基にしたのではないかとの見方もある。

### 寸法
全幅20m程度であると推定されている。

### 武装
中央日報によれば、ヘルファイア空対地ミサイルおよび滑空誘導爆弾に似た武器が搭載されていたという。

### 通信
2023年現在で北朝鮮は無人機の遠隔操作を行うために必要となる通信衛星を保有していないため、運用は見通し線の範囲内に限られる。

## 用途
量産体制に入った可能性も示唆される一方、アメリカ軍・韓国軍の航空戦力に対抗できる見込みは低く、明確な使用用途が不明であるとの指摘もある。